# Achttienhoven (Zuid-Holland)
Achttienhoven is een polder en buurtschap in de Nederlandse gemeente Nieuwkoop (provincie Zuid-Holland). Het ligt tussen Woerdense Verlaat en Zegveld, circa zeven kilometer ten noorden van Woerden. 
De statistische eenheid "Achttienhoven", die ook het omringende gebied bevat, telt circa 140 inwoners.

## Polder
Achttienhoven werd in de Middeleeuwen ontgonnen vanaf de Oude Rijn. Het is een veenontginning, die vooral voor veehouderij geschikt is.
Rond 1300 is sprake van een bewoningskern om het Sint Maartens kerkhof. Met kerkhof wordt minder een begraafplaats bedoeld dan het terrein waarop de (houten) kerk heeft gestaan. In 2009 werd uitgebreid onderzoek gedaan naar de locatie van het dorpje rond de kerk, dat ook wel als Mi wordt beschreven.
Kerk en dorp verdwenen uiteindelijk en Zegveld werd de nieuwe bewoningskern.
In de polder Achttienhoven werd rond 1800 enige tijd turf gewonnen. De plassen van onder meer lusthof De Haeck herinneren hier nog aan.

## Gemeente
In 1811 en van 1818 tot 1855 was Achttienhoven een zelfstandige gemeente die soms "Achttienhoven en de Bosch" werd genoemd. Het gemeentehuis stond in Woerdense Verlaat.
In 1855 werd Achttienhoven bij Nieuwkoop gevoegd. Sinds de gemeentelijke herindeling van 1989 wordt ook een klein deel van de voormalige gemeente Zegveld tot Achttienhoven gerekend.
Kernen: De Meije (deels) · Korteraar · Langeraar · Nieuwkoop · Nieuwveen · Noordeinde · Noorden · Noordse Dorp · Papenveer · Ter Aar · Vrouwenakker · Woerdense Verlaat · Zevenhoven

Buurtschappen: Achttienhoven · Blokland · Kerkbuurt · Kerkpad · Noordse Buurt · Pulmot · Slikkendam · Vrijhoeven · Zevenhovenseweg · Zuideinde

Zuid-Holland: Steden en dorpen      Nederland: Provincies · Gemeenten